# بریتس
بریتس (به آلمانی: Berlin-Britz) یک منطقهٔ مسکونی در آلمان است که در Neukölln واقع شده‌است. بریتس ۳۸٬۳۳۴ نفر جمعیت دارد.